# Jean-Baptiste Grenier
Pour les articles homonymes, voir Jean Grenier et Grenier (homonymie).
Jean-Baptiste Grenier (né le 21 avril 1753 à Brioude - mort le 26 mars 1838 dans la même ville) est un avocat et homme politique français dont l'activité s'exerça pendant la période de la Révolution.

## Biographie
Jean-Baptiste Grenier était le quatrième enfant de Claude Grenier et de Marguerite Sollet. Deux de ses frères, Blaise l'aîné et Antoine devinrent prêtres. Blaise partit comme missionnaire aux Indes.
Jean-Baptiste, quant à lui, devint avocat au présidial de Riom en 1777, puis secrétaire-greffier à l'assemblée provinciale d'Auvergne en 1787 où il s'est liée avec La Fayette, et, en 1789, fut élu, par la sénéchaussée de Riom, avec 172 voix, député du tiers état de la province d'Auvergne aux États généraux. Il se fit peu remarquer au cours des séances de l'Assemblée constituante. Il participa avec ses collègues Gaultier de Biauzat et Sémonville à la fondation du Journal des Débats.
Après la dissolution de l'Assemblée constituante et son remplacement par l'Assemblée législative, dont il ne pouvait pas faire partie en raison de la règle édictée interdisant l'accès de cette nouvelle assemblée aux membres de la première, il devint par l'arrêté du 29 floréal an VI commissaire du gouvernement près le tribunal civil de Brioude.
Déclaré suspect en 1793 et 1794 à la suite de l'émigration de ses beaux-frères, il cessa toute fonction publique, et n'en retrouva qu'après le coup d'État du 18 Brumaire.
Le 7 floréal an VIII (27 avril 1800), il fut nommé sous-préfet de Brioude. Il s'y montra un partisan zélé des gouvernements consulaire et impérial. Aussi, dans ses séances du 29 thermidor (17 août) et du 2 fructidor an XII (20 août 1804), le Sénat conservateur le désigna comme député de la Haute-Loire au Corps législatif, où il siègera jusqu'en 1810. Il fut également maire de Brioude jusqu'en 1802.
En 1830, il est receveur particulier des finances à Brioude.

## Famille
Jean-Baptiste Grenier avait épousé Antoinette Vimal, fille de Michel Vimal, baron de Murs, dont il eut deux enfants, Madeleine et Joseph.